# フアン・ファルー
フアン・ファルー（Juan Falú、1948年10月10日 - ）はアルゼンチン出身のギタリスト、作曲家、シンガー、音楽教授。叔父は､フォルクローレ・ギタリスト、エドゥアルド・ファルー（2013年没）。 
1948年10月10日､フォルクローレが盛んなアルゼンチン北西部サン・ミゲル・デ・トゥクマン市に生まれ。弁護士でギター愛好家だった父からの影響でギターを学び始める。16歳の時に地元の音楽コンクールで優勝したが､1976年に当時の軍政を嫌いブラジルに亡命、1984年まで8年間をブラジルで過ごし、「タランコン」というグループに参加、その後の自身の音楽形成に影響を与えた。
帰国後はギターの指導をはじめ、クラシックを含むギターやフォルクローレ・プロジェクト、また各種のコンサート･シリーズにかかわるようになり、多くのアーティスト達と共演。2000年には長年の功績が認められ､アルゼンチン文化省より「国家文化賞」を受賞。2001年と2008年には、大手新聞クラリン紙選出の年間ベスト･フォルクローレ･アーティストに、また、2008年､アルゼンチンのグラミー賞とも言える「カルロス・ガルデル賞」でも、年間ベスト・フォルクローレ部門で最優勝アーティストに選出される。「ブエノスアイレス・マヌエル・デ・ファリャ高等音楽院」や「サン・マルティン大学」では教鞭をとり､2017年に第21回目を迎えた世界最大級の国際ギター･フェスティバル「ギターラス･デル・ムンド」の総合監督を初回から務める。
現在まで、70枚以上のアルバムが世界中でリリースされているが、ファルー単独名義のアルバムの他、現在もしばしば共演を行っている盟友リカルド・モヤーノ（Gt）やリリアーナ・エレーロ(Vo)、また同世代のホルヘ・カルドーゾ（Gt）、新しい世代ではカルロス・アギーレ（Piano, Vo）、アカ・セカ・トリオのフアン・キンテーロ（Vo, Gt）などとの共演盤も多数ある。 2014年に一度だけ来日。